# Le Boulay-Morin
Le Boulay-Morin là một xã thuộc tỉnh Eure trong vùng Normandie miền bắc nước Pháp.

### Huy hiệu
| Arms of Le Boulay-Morin | The arms of Le Boulay-Morin are blazoned: Argent, on a chevron between 2 mallets gules and a willow vert, 3 bezants (Or). |